# Epimecis puellaria
Epimecis puellaria là một loài bướm đêm trong họ Geometridae.